# Fortim de São Jerónimo

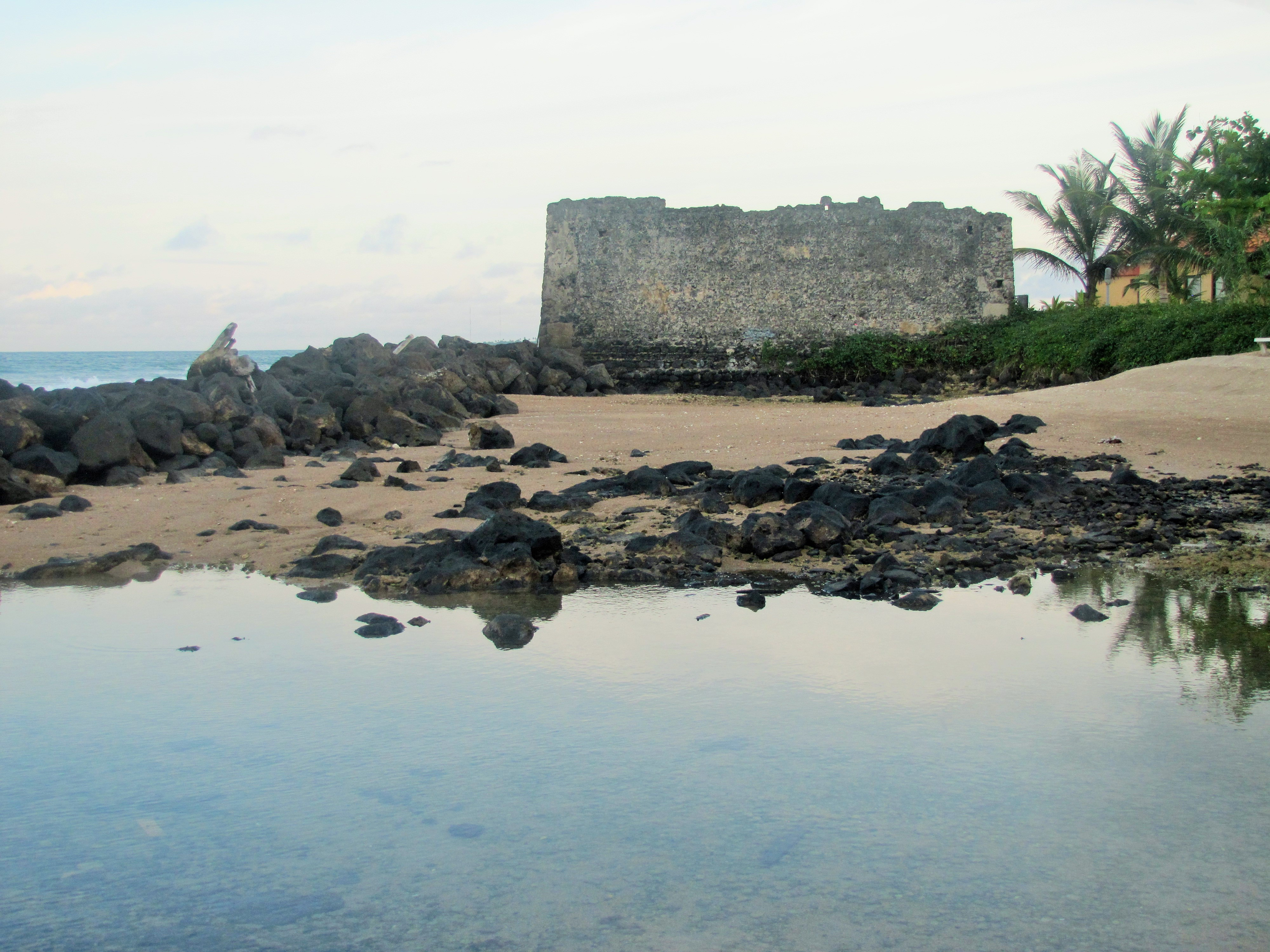

O Fortim de São Jerónimo localiza-se a 1,5 quilómetros ao sul do Forte de São Sebastião, na ilha de São Tomé, em São Tomé e Príncipe.

## História
Foi erguido por forças portuguesas em 1566, e possívelmente reconstruído e ampliado no século XVIII.
Atualmente em ruínas, encontra-se classificado como património nacional.

## Características
O fortim, de pequenas dimensões, apresenta planta quadrangular.